# Forest Grove (Oregon)
Forest Grove az Amerikai Egyesült Államok északnyugati részén, Oregon állam Washington megyéjében, Portlandtől 40 km-re nyugatra helyezkedik el; ma leginkább alvóváros. A 2010. évi népszámláláskor 21 083 lakosa volt. A város területe 15,23 km², melyből 0,36 km² vízi.
Az első telepesek 1840-ben érkeztek ide; 1850-től számít hivatalosan lakott helynek, városi rangot pedig 1872-ben kapott. Forest Grove Washington megye első városa.
A város a Tualatin-völgyben, a 8-as és 47-es utak mentén helyezkedik el; ezek együtt alkotják a Tualatin-völgyi szövetségi országutat. A nyugaton haladó 8-as út városon belüli neve Gales Creek Road, az északon haladó 47-esé pedig Nehalem szövetségi országút. A városban található a Csendes-óceáni Egyetem, melynek Old College Hall épülete szerepel a Történelmi Helyek Nemzeti Jegyzékében. A két legnagyobb foglalkoztató az egyetem és a Tuality Forest Grove kórház.

## Történet

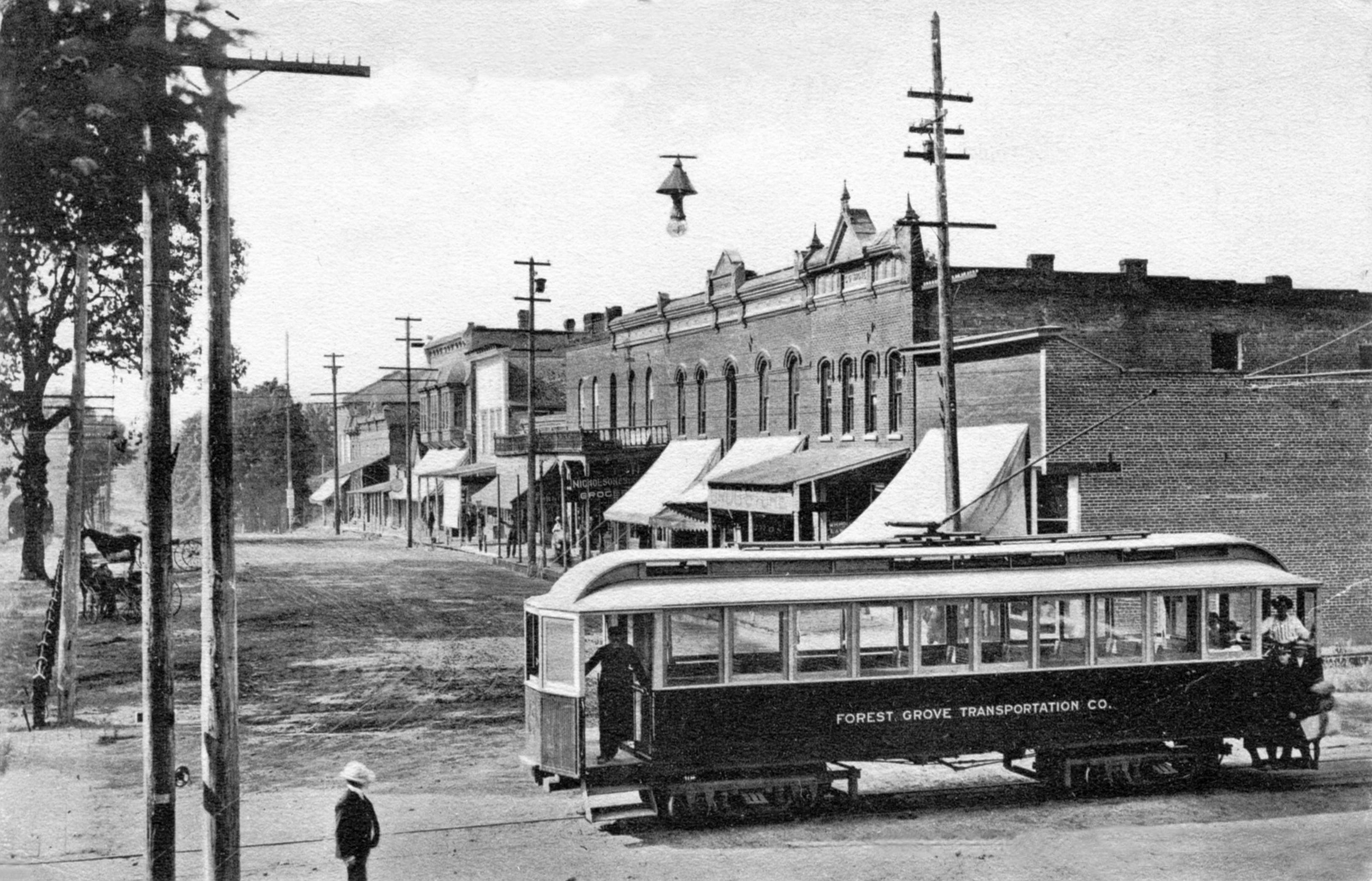
A főutca 1909-ben

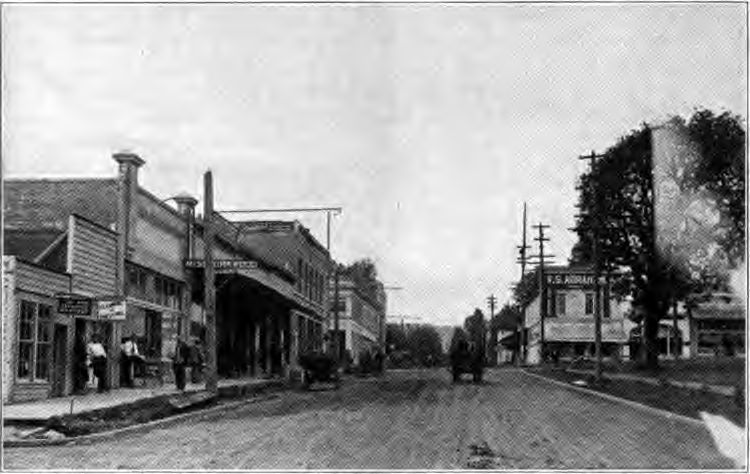
A Pacific Avenue 1920-ban

Az 1840-es években, a telepesek érkezésének idején a kalapuya indiánok atfalati törzse élt az akkori Tualatin-síkság területén. Alvin T. és Abigail Smith voltak az elsők akik az Oregon-ösvényen átutazva letelepedtek az akkori Nyugat-Tualatin-síkságon. Henry Harmon Spalding a mai Forest Grove területére érkezett. Misszionáriusok akartak lenni; az őslakosok nagy része meghalt az európaiak által bevitt betegségektől. Alvin T. Smith volt az első postamester. 1850. február 1-jén lépett hivatalba, a postahivatal saját kunyhója volt.
Az Oregon Geographic Names alapján a város nevét 1851. január 10-én választották ki egy a Tualatin Akadémián (a mai Csendes-óceáni Egyetem) tartott ülésen. A Forest Grove nevet J. Quinn Thornton javasolta, aki maga is használta azt tanyája neveként. A név azokra a tölgyfákra utal, melyek ma is állnak az egyetem területén. A korábbi postahivatalok a Tuality Plains és Tualatin nevet viselték; a Forest Grove nevet 1858. december 31-én vették fel. A települést 1850-ben alapították.
1860-ra a város népessége elérte a 430 főt, de ez 1870-re visszaesett 396-ra. 1872-ben kapott városi rangot, elsőként a megyében. 1880-ban alapították az indiánok képzésére szakosodott Chemawa Indian Schoolt, de 1884-ben Salembe költöztek. Az első tűzoltóságot 1894-ben alapították. 1900-ban a lakosság száma elérte az 1300 főt.
Az első vasútvonal 1908 novemberében létesült az Oregon Electric Railway által. 1914 januárjában a vetélytárs Southern Pacific is elindította saját járatát a Red Electricet, ehhez külön pályát építettek. Mindkét cég üzemeltetett személy- és tehervonatokat is. 1906 és 1911 között a Forest Grove Transportation Company villamosait is igénybe lehetett venni. A Red Electric 1929-ben, az Oregon Electric Railway járata pedig 1932-ben szűnt meg.
12 történelmi hely, és két -kerület van a városban: a Clark, melynek első házai 1854-ben épültek (többet még 1900 előtt leromboltak), és a Painter Woods. Történelmi helyek az Alvin T. Smith House, First Church of Christ, Scientist és az Old College Hall.
Az 1990-es években a Nowhere Man sorozat több jelenetét is itt forgatták.

## Földrajz és éghajlat

### Földrajz
Forest Grove a portlandi agglomeráció és a Willamette-völgy nyugati felén helyezkedik el.
A Népszámlálási Hivatal adatai alapján a város területe 15,23 km², melyből 0,36 km² vízi.
Itt található Oregon egyik legnagyobb óriás mamutfenyője.

### Éghajlat
A térség nyarai melegek (de nem forróak) és szárazak; a havi maximum átlaghőmérséklet 22 °C. A Köppen-skála alapján a város éghajlata meleg nyári mediterrán. A legcsapadékosabb a november–január, a legszárazabb pedig a július–augusztus közötti időszak. A legmelegebb hónap július és augusztus, a leghidegebb pedig december.
| Hónap                                   | Jan.  | Feb.  | Már.  | Ápr. | Máj. | Jún. | Júl. | Aug. | Szep. | Okt. | Nov.  | Dec.  | Év    |
| --------------------------------------- | ----- | ----- | ----- | ---- | ---- | ---- | ---- | ---- | ----- | ---- | ----- | ----- | ----- |
| Rekord max. hőmérséklet (°C)            | 19,0  | 25,0  | 28,0  | 34,0 | 37,0 | 41,0 | 42,0 | 43,0 | 40,0  | 34,0 | 24,0  | 18,0  | 43,0  |
| Átlagos max. hőmérséklet (°C)           | 7,1   | 9,9   | 13,0  | 16,6 | 20,5 | 23,8 | 27,9 | 28,1 | 24,7  | 17,9 | 11,2  | 7,6   | 17,4  |
| Átlaghőmérséklet (°C)                   | 3,5   | 5,4   | 7,6   | 10,2 | 13,5 | 16,5 | 19,5 | 19,5 | 16,7  | 11,6 | 7,0   | 4,3   | 11,3  |
| Átlagos min. hőmérséklet (°C)           | −0,1  | 0,9   | 2,2   | 3,8  | 6,5  | 9,2  | 11,0 | 10,9 | 8,7   | 5,3  | 2,7   | 0,9   | 5,2   |
| Rekord min. hőmérséklet (°C)            | −28,0 | −26,0 | −11,0 | −5,0 | −2,0 | 0,0  | 1,0  | 1,0  | −3,0  | −6,0 | −14,0 | −26,0 | −28,0 |
| Átl. csapadékmennyiség (mm)             | 186   | 145   | 121   | 69   | 50   | 34   | 10   | 17   | 38    | 87   | 188   | 209   | 1154  |
| Forrás: Western Regional Climate Center |       |       |       |      |      |      |      |      |       |      |       |       |       |

## Népesség

### 2010
A 2010-es népszámláláskor a városnak 21 083 lakója, 7385 háztartása és 4871 családja volt. A népsűrűség 1418,2 fő/km2. A lakóegységek száma 7845, sűrűségük 527,7 db/km2. A lakosok 78,8%-a fehér, 0,8%-a afroamerikai, 1,1%-a indián, 2,6%-a ázsiai, 0,3%-a a Csendes-óceáni szigetekről származik, 12,5%-a egyéb, 3,9%-a pedig kettő vagy több etnikumú. A spanyol vagy latino származásúak aránya 23,1% (19,6% mexikói, 0,2% Puerto Ricó-i, 0,1% kubai, 3,2% egyéb spanyol vagy latino származású.)
A háztartások 37,4%-ában élt 18 évnél fiatalabb. 50,1% házas, 11% egyedülálló nő, 4,9% egyedülálló férfi, 34% pedig nem család. 27% egyedül élt; 12,7%-uk 65 éves vagy idősebb. Egy háztartásban átlagosan 2,71 személy élt; a családok átlagmérete 3,31 fő.
A medián életkor 32,7 év volt. A város lakóinak 26,6%-a 18 évesnél fiatalabb, 13,3% 18 és 24 év közötti, 25,6%-uk 25 és 44 év közötti, 22,2%-uk 45 és 64 év közötti, 12,3%-uk pedig 65 éves vagy idősebb. A lakosok 48%-a férfi, 52%-a pedig nő.

### 2000
A 2000-es népszámláláskor  a városnak 17 708 lakója, 6336 háztartása és 4131 családja volt. A népsűrűség 1486,3 fő/km2. A lakóegységek száma 6702, sűrűségük 562,5 db/km2. A lakosok 81,46%-a fehér, 0,43%-a afroamerikai, 0,89%-a indián, 2,11%-a ázsiai, 0,24%-a a Csendes-óceáni szigetekről származik, 11,39%-a egyéb-, 3,47%-a pedig kettő vagy több etnikumú. A spanyol vagy latino származásúak aránya 17,31% (14,1% mexikói, 0,1% Puerto Ricó-i, 0,1% kubai, 3% pedig egyéb spanyol/latino származású.)
A háztartások 35,9%-ában élt 18 évnél fiatalabb. 50,3% házas, 10,2% egyedülálló nő; 34,8% pedig nem család. 27,9% egyedül élt; 14,3%-uk 65 éves vagy idősebb. Egy háztartásban átlagosan 2,64 személy élt; a családok átlagmérete 3,24 fő.
A város lakóinak 27,4%-a 18 évesnél fiatalabb, 13,4% 18 és 24 év közötti, 28,7%-uk 25 és 44 év közötti, 16,8%-uk 45 és 64 év közötti, 13,6%-uk pedig 65 éves vagy idősebb. A medián életkor 31 év volt. Minden 100 nőre 90,2 férfi jut; a 18 évnél idősebb nőknél ez az arány 86,8.
A háztartások medián bevétele 40 135 amerikai dollár, ez az érték családoknál $47 733. A férfiak medián keresete $36 139, míg a nőké $25 703. A város egy főre jutó bevétele (PCI) $16 992. A családok 10,4%-a, a teljes népesség 14,3%-a élt létminimum alatt; a 18 év alattiaknál ez a szám 16,2%, a 65 évnél idősebbeknél pedig 11,4%.

## Infrastruktúra

### Oktatás
A városban található a Csendes-óceáni Egyetem. Két, legjelentősebb épülete az Old College Hall és a Marsh Hall.
Forest Grove Cornelius, Gales Creek és Dilley településekkel együtt a Forest Grove-i Iskolakerület alá tartozik.

### Közlekedés
A város tömegközlekedését több cég biztosítja. A Trimet 57-TV Highway/Forest Grove buszvonala minden nap közlekedik, és Forest Grove-ot Hillsboróval és Beavertonnal köti össze a Tualatin-völgyi országúton keresztül, valamint a Metropolitan Area Express gyorsvillamos hillsborói megállója is elérhető vele. A Yamhill County Transit Area 33-Hillsboro/MAX vonala hétköznaponként, a Pacific Avenue és Highway 47 (Quince Street) kereszteződésében lévő megállóval szolgálja ki a várost; a 47-es országúton keresztül Hillsboróba, Cove Orchardba, Yamhillbe, Carltonba és McMinnville- be lehet eljutni, illetve átszállni más, Yamhill megyei városokba eljutni.

## Nevezetes személyek
- Bobby Chouinard – baseball-dobójátékos
- Harvey L. Clark – telepes
- Joseph Conrad Chamberlin – pókkutató
- Richard VanGrunsven – repülőgéptervező
- Sara Tucholsky – softball-játékos
- Tabitha Brown – telepes

## Testvérváros
- Nyuzen, Japán

## Szakirodalom
- Alvin T. Smith: Original diaries. (angolul) Forest Grove (Oregon): Pacific University Archives.
- Clifford Merrill Drury: Henry Harmon Spalding: Pioneer of Old Oregon. (angolul) Caldwell (Idaho): Caxton Printers. 1936.

## Fordítás
Ez a szócikk részben vagy egészben  a   Forest Grove, Oregon című angol Wikipédia-szócikk ezen változatának fordításán alapul.  Az eredeti cikk szerkesztőit annak laptörténete sorolja fel. Ez a jelzés csupán a megfogalmazás eredetét és a szerzői jogokat jelzi, nem szolgál a cikkben szereplő információk forrásmegjelöléseként.